# Burning Up
Burning Up (в превод: „Изгарям“) е песен на американската певица и текстописка Мадона от нейния първи и едноименен албум. Песента е пусната като втори сингъл от албума на 9 март 1983 г., като в някои страни е под формата на двоен сингъл заедно с Physical Attraction. Песента е ранно демо, представена пред Sire Records, които дали зелена светлина за записването на песента след като първия сингъл, Everybody, става денс хит. Мадона си сътрудничи с Реджи Лукас, а Джон Бенитез изпълнява китарите и беквокалите в песента. В музикално отношение песента обединява бас-китара, синтезатори и ударни. Текстът говори за липсата на срам у певицата в заявяването на страстта ѝ към нейния любим.
Издадена заедно с „Physical Attraction“ като B-side, песента получава смесени отзиви от критици и автори, които отбелязват, че песента е по-тежка и напрегната, но похвалват денс ритъма. Комерсиално сингълът не се представя добре, като единствено добре се представя в денс-чарта на Америка, където достига трета позиция, и в Австралия, където попада в топ 20.